# Кальвин, Мелвин
Ме́лвин Э́ллис Ка́львин, Ка́лвин (англ. Melvin Ellis Calvin; 8 апреля 1911, Сент-Пол, Миннесота, США — 8 января 1997, Беркли, Калифорния, США) — американский биохимик, член Национальной академии наук в Вашингтоне. Иностранный член Лондонского королевского общества, член Леопольдины (1959), почётный член многих зарубежных академий наук и обществ. Лауреат Нобелевской премии по химии (1961).

## Биография
Родился в еврейской семье эмигрантов из России Розы Гервиц и портного Элиаса Кальвина. Окончил Мичиганский колледж горного дела и технологии (1931). С 1937 года руководитель химического отдела, с 1947 года профессор Калифорнийского университета в Беркли.

## Основные работы
С 1940-х годов работал над проблемой фотосинтеза; к 1957 году с помощью CO2, меченного по углероду, выяснил химизм усвоения растениями CO2 (восстановительный карбоновый цикл Кальвина) при фотосинтезе.

## Награды и признание
- Стипендия Гуггенхайма (1944)
- Премия столетия (1955)
- Нобелевская премия по химии (1961)
- Медаль Дэви (1964)
- Бейкеровская лекция (1965)
- Премия Уилларда Гиббса (1977)
- Медаль Пристли (1978)
- Национальная научная медаль США (1989).

## Сочинения
- Chemical evolution, Eugene (Ore), 1961
- The path of carbon in photosynthesis, Englewood Cliffs (N. Y.), 1957 (совм. с J. A. Bassham)
- The photosynthesis of carbon compounds, N. Y., 1962 (совм. с J. A. Bassham).